# Obercallenberg
Obercallenberg ist ein Ortsteil der Gemeinde Callenberg im Landkreis Zwickau (Freistaat Sachsen).

## Geografie

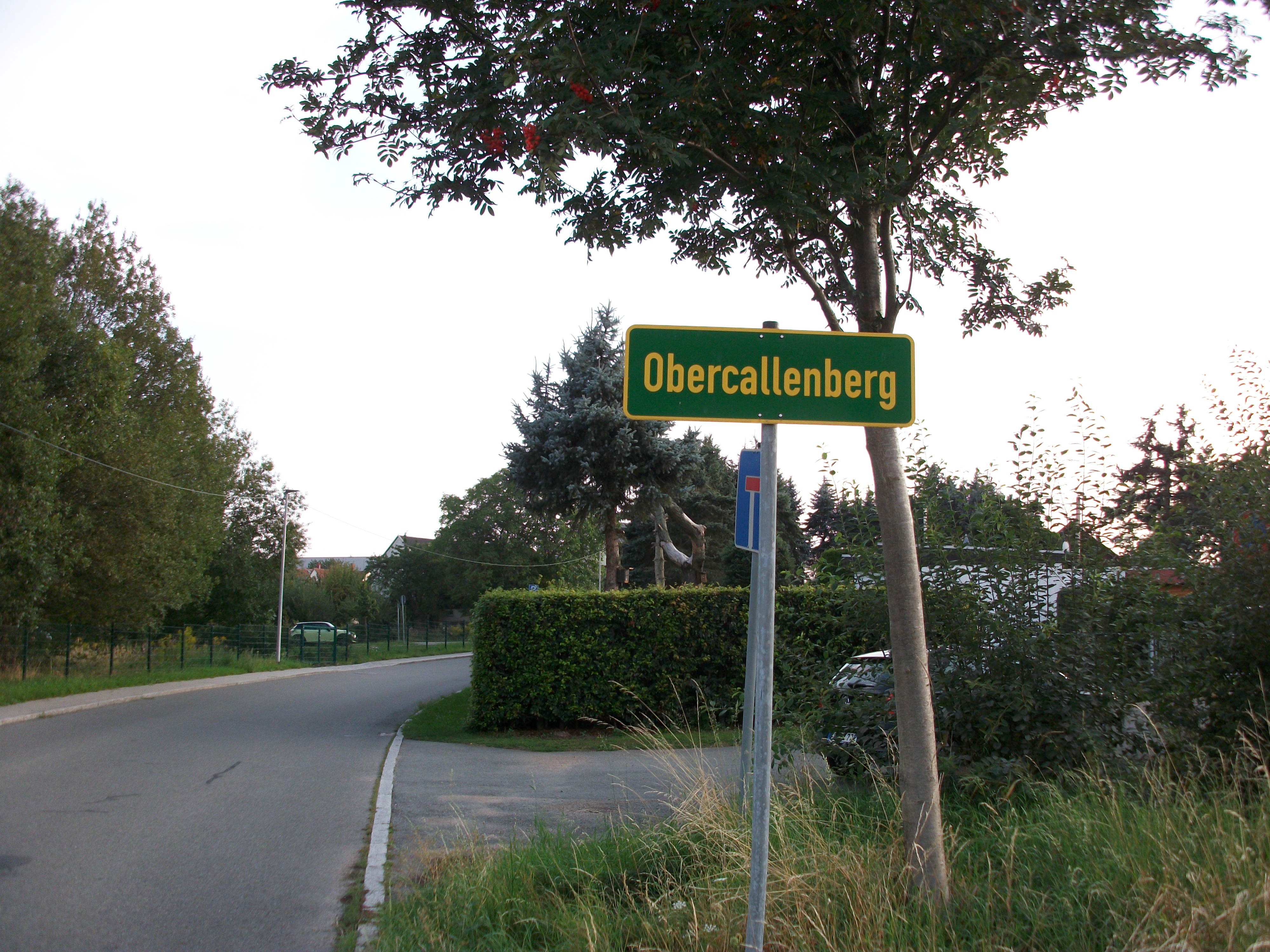
Ortseingangsschild

### Geografische Lage und Verkehr
Obercallenberg liegt im Südwesten der Gemeinde Callenberg an der Bundesstraße 180. Südlich des Orts befindet sich die Bundesautobahn 4 mit der Anschlussstelle „Hohenstein-Ernstthal“. Obwohl der Ort seit jeher zu Callenberg gehört, befindet er sich räumlich getrennt südöstlich der Ortslage Callenberg zwischen Grumbach im Westen und Reichenbach im Norden. In der Obercallenberger Flur befindet sich der östlich der Lichtensteiner Straße gelegene Teil der Siedlung „Obertirschheim“ direkt an der Anschlussstelle „Hohenstein-Ernstthal“. Der andere Anteil gehört zu Tirschheim, Ortsteil Kuhschnappel der Gemeinde St. Egidien.
Obercallenberg liegt westlich des Stausees Oberwald, welcher aus dem stillgelegten Nickeltagebau „Callenberg Süd I“ entstand. Dieser ehemalige Tagebau war an die heute stillgelegte und abgebaute Strecke der Industriebahn der Nickelhütte St. Egidien angebunden, deren Betriebsbahnhof sich in Obercallenberg befand.

### Nachbarorte
| Callenberg | Reichenbach                                 |                       |
| Grumbach   | Kompassrose, die auf Nachbargemeinden zeigt | Waldenburger Oberwald |
|            | Tirschheim                                  | Hohenstein            |

## Geschichte

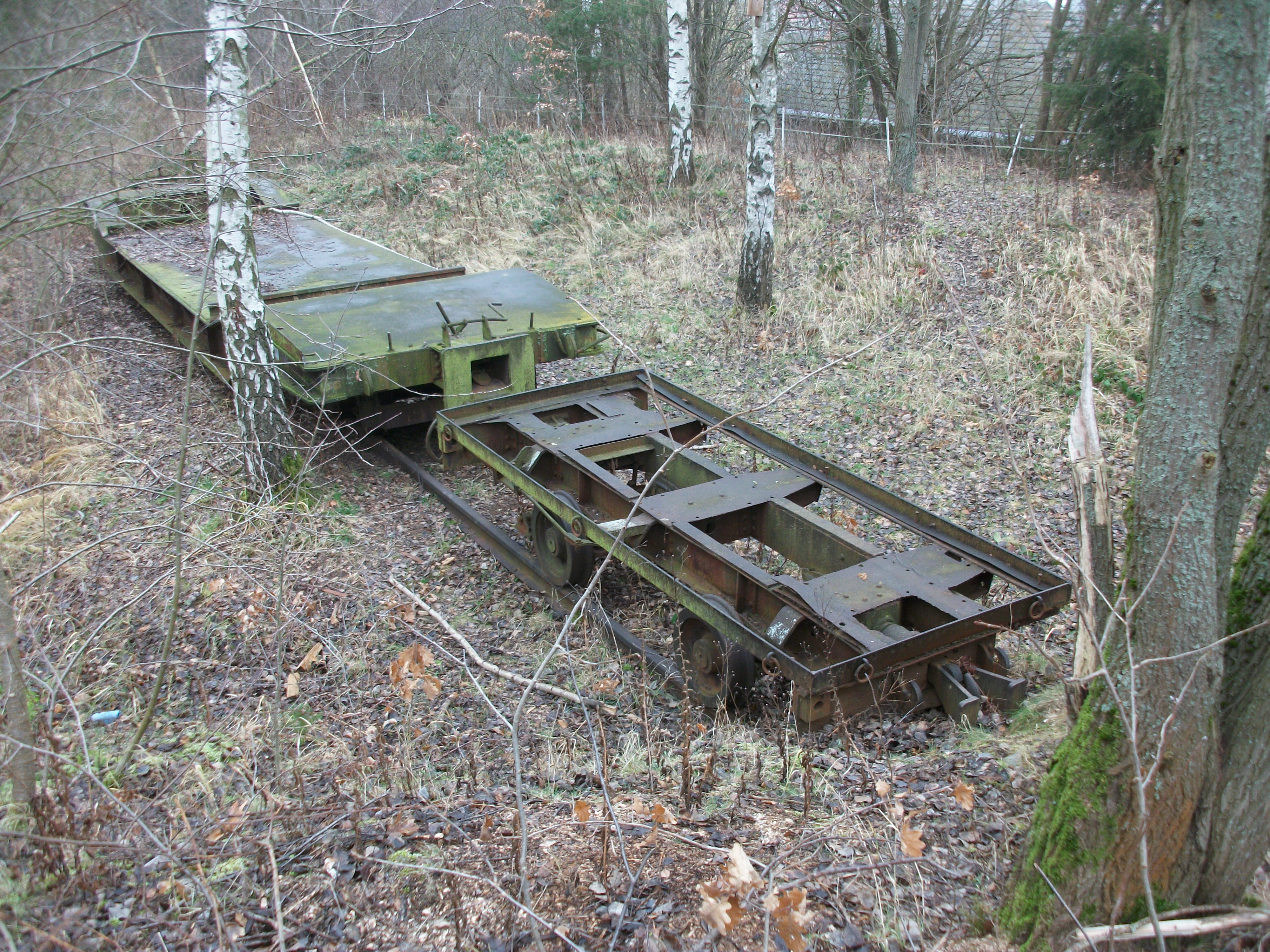
Wagen der ehemaligen Erzbahn beim Stausee Oberwald

Die Streusiedlung Obercallenberg wurde im Jahr 1798 als „Ober-Cahlenberg“ und 1830 als „Oberkahlenberg“ bzw. „Cahlenberger Häuser“ erwähnt. Bezüglich der Grundherrschaft gehörte die Siedlung wie der Ort Callenberg bis ins 19. Jahrhundert zum Rittergut Callenberg, welches wiederum als Vasallengericht unter der Verwaltung der schönburgischen Herrschaft Waldenburg stand. Kirchlich wie politisch gehörte Obercallenberg seit jeher zu Callenberg. Nachdem auf dem Gebiet der Rezessherrschaften Schönburg im Jahr 1878 eine Verwaltungsreform durchgeführt wurde, kam Obercallenberg als Ortsteil von  Callenberg im Jahr 1880 zur neu gegründeten sächsischen Amtshauptmannschaft Glauchau.
Durch die zweite Kreisreform in der DDR kam Obercallenberg als Teil der Gemeinde Callenberg im Jahr 1952 zum Kreis Hohenstein-Ernstthal im Bezirk Chemnitz (1953 in Bezirk Karl-Marx-Stadt umbenannt). Im gleichen Jahr erfolgte auf den Fluren des aufgelösten Gutes Bochmann in Obercallenberg der Aufschluss des Nickeltagebaus Callenberg Süd I, welcher nach der Stilllegung 1977 im Jahr 1982 als Stausee Oberwald eröffnet wurde. Zwischen 1959/60 und 1990 war die Industriebahn der Nickelhütte St. Egidien in Betrieb, deren Grubenbahnhof sich in Obercallenberg befand. Nach der Einstellung der Nickelförderung entstand nach 1990 auf dem Areal ein Parkplatz für den Stausee Oberwald. Als Relikt der Erzbahn blieben in der Nähe des Damms des Stausees Oberwald zwei Wagen stehen.
Als Ortsteil der Gemeinde Callenberg kam Obercallenberg im Jahr 1990 zum sächsischen Landkreis Hohenstein-Ernstthal, der 1994 im Landkreis Chemnitzer Land bzw. 2008 im Landkreis Zwickau aufging. Die benachbarte Gemeinde Reichenbach wurde am 1. März 1994 nach Callenberg eingemeindet.

## Persönlichkeiten
- Wilhelm Gottlieb Becker (* 4. November 1753 in Obercallenberg; † 3. Juni 1813 in Dresden), Belletrist und Kunstschriftsteller